# بيع عابر
البيع العابر عبارة عن ممارسة البيع بين عملاء، أو أسواق، أو تجار ثابتين، أو ممارسة بيع منتج إضافي أو خدمة إلى عميل حالٍ. يتناول هذا المقال المعنى الثاني بالتحديد. تُعرِّف الأعمال التجارية البيع العابر عمليًا من عدة طرق مختلفة. تشمل العناصر التي قد تؤثر على التعريف حجم الأعمال، والقطاع الصناعي الذي تعمل به والدوافع المالية لتلك المطلوبة لتعريف هذا المصطلح.
من الممكن أن تكون أهداف البيع العابر إما زيادة الدخل الآتي من العميل أو حماية العلاقة مع العميل. وقد يختلف منهج عملية البيع العابر.
خلافًا لاكتساب أعمال جديدة، فإن البيع العابر يتضمن عنصر مخاطرة وهو إمكانية تشوه العلاقات الحالية مع العميل. ولهذا السبب، كان من الضروري ضمان أن المنتج أو الخدمة الإضافية التي يتم بيعها للعميل تزيد من القيمة التي يحصل عليها العميل من المنظمة.
عمليًا، تمزج الشركات الكبيرة عادة بين تقنيات البيع العابر والبيع المربح لزيادة القيمة التي يحصل عليها العميل من المنظمة، والعكس.

## البيع العابر للخدمات الاحترافية
تشمل المزايا التي قد تعود للعميل الكفاءة والفوائد التي تنتج من استخدام مورد واحد لمنتجات متعددة. عند شراء خدمات مهنية معقدة، مثل الاستشارة المطلوبة لعمل ودمج عملية اكتساب، يقلل استخدام شركة واحدة إلقاء اللوم الشائع عند حدوث مشكلة في منطقة تشتمل على خدمتين أو أكثر، فإذا كانت شركة واحدة فقط مسؤولة، يتم استبعاد إلقاء اللوم.
بالنسبة للبائع، تكون المزايا جوهرية أيضًا. وتكون أوضح الأمثلة زيادة في الإيراد. كما توجد أيضًا مزايا للكفاءة عند خدمة حساب واحد بدلاً من عدة حسابات. الأهم من ذلك، أن البائع الذي يبيع المزيد من الخدمات لعميل يكون أقل عرضة لأن يحل محله منافس آخر. وكلما ازداد معدل شراء عميل من بائع، زادت تكلفة التحويل.
على الرغم من وجود بعض القضايا الأخلاقية في أغلب عمليات البيع العابر، إلا أنها من الممكن أن تكون ضخمة في بعض الحالات. تعطي تعاملات آرثر آندرسونمع إنرون (Enron) مثالاً واضحًا للغاية. ويُرى عمومًا أن موضوعية الشركة، لكونها مدققًا، تمت تسويتها من خلال بيع خدمات تدقيق داخلية وكميات كبيرة من الأعمال الاستشارية للحساب.
على الرغم من رغبة أغلب الشركات في المزيد من عمليات البيع العابر، إلا أنه قد تكون هناك عوائق جوهرية:
1. سياسة العملاء التي تتطلب استخدام بائعين متعددين.
2. نقاط شراءمختلفة في حساب، والتي تقلل من قدرة التعامل مع العميل كعميل واحد.
3. الخوف من وحدة الأعمال اللازمة التي قد يفسد زملاؤها عملهم للعميل، مما ينجم عنه فقدًا للحساب لكل وحدات الشركة.

يتخذ البيع العابر ثلاثة أشكال عمومًا. الأول، عند تقديم خدمة لعميل، قد يسمع مقدم المنتج أو الخدمة عن حاجة إضافية ليست مرتبطة بالمطلب الأول ولكنها لدى العميل ويعرض تحقيقها. مثلاً، كما عند إجراء عملية تدقيق للحسابات، من المتوقع أن يعرف المحاسب بمجموعة من الاحتياجات لخدمات الضرائب، وخدمات التقييم، وغيرها. وقد تكون الحسابات قادرة على بيع الخدمات التي تفي بهذه الاحتياجات، وذلك طبقًا للحد الذي تسمح به اللوائح. وقد ساعد هذا النوع من البيع العابر شركات المحاسبة الكبرى في توسيع نطاق أعمالهم إلى حد كبير. ونظرا لاحتمالية سوء الاستخدام، تم تقييد هذا النوع من البيع الذي يجريه المدققون كثيرًا بموجب قانون ساربينز أوكسلي (Sarbanes-Oxley Act).
بيع الخدمات المضافة هو شكل آخر من أشكال البيع العابر. ويحدث ذلك عندما يُشعِر مقدم الخدمة العميل أن شراءه خدمة أخرى من قسم مختلف من الشركة يمكنه أن يزيد من قيمة خدمتها. مثلاً عند شراء جهاز، سوف يعرض مندوب المبيعات تقديم الضمان طبقًا لشروط الضمان. وعلى الرغم من أن هذا النوع من البيع العابر شائع، إلا أنه قد يشعر العميل بسوء الاستخدام. فقد يسأل العميل مندوب المبيعات لماذا يحتاج ضمانًا لثلاجة جديدة ذات ماركة، "هل من المحتمل أن تتعطل بالفعل بعد تسعة أشهر بالضبط؟"
النوع الثالث من البيع العابر قد يطلق عليه بيع أحد الحلول. في هذا النوع، عند شراء العميل لمكيف مثلاً، يتم بيع كل من الجهاز مع خدمات التركيب كمجموعة. وبذلك نعتبر أن العميل قد اشترى عدم الإحساس بالحرارة، وليس مجرد مكيف فقط.

## أمثلة
1. شركات التأمين على الحياة التي تعرض على عملائها شراء سيارة أو الاشتراك في التأمين الصحي.
2. بائع الجوال بالتجزئة الذي يعرض على العميل اختيار شبكة أو شركة هاتف بعد شراء الجوال.
3. شركة التلفاز التي تعرض على عملائها اختيار تلفاز المسرح المنزلي الخاص بها أو بماركة أخرى.
4. بائع الحاسوب المحمول الذي يعرض على العميل فأرة، أو حامل المعلومات القلمي، أو غير ذلك من لوازم الحاسوب.